# Amyloathelia
Amyloathelia — рід грибів родини Amylocorticiaceae. Назва вперше опублікована 1979 року.

## Класифікація
До роду Amyloathelia відносять 3 види:
- Amyloathelia amylacea
- Amyloathelia aspera
- Amyloathelia crassiuscula